# شنا در المپیک تابستانی ۱۹۰۴

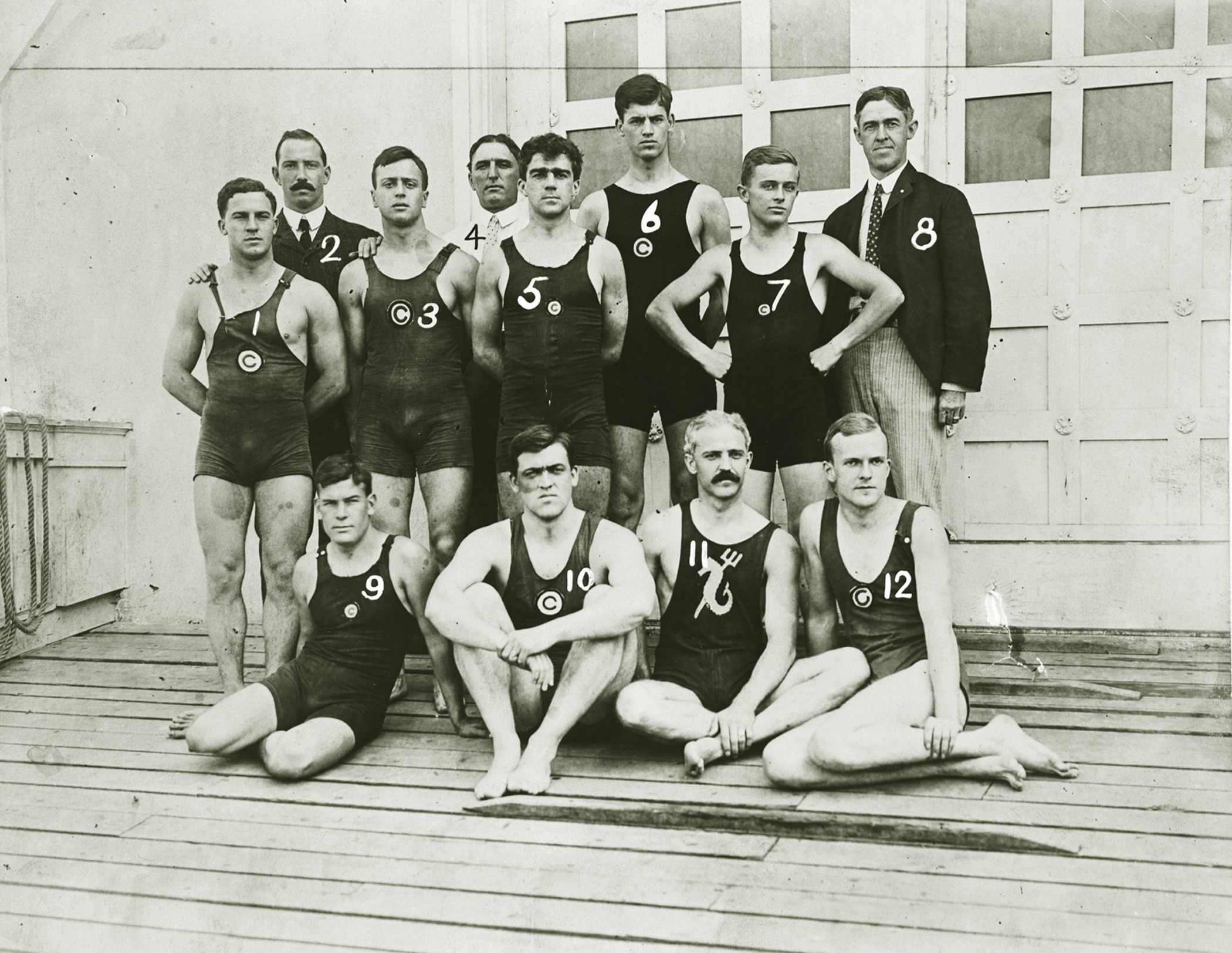
تیم شنای باشگاه ورزشی شیکاگو در المپیک 1904

شنا یکی از ورزش‌های بازی‌های المپیک تابستانی ۱۹۰۴ بوده که از ۴ تا ۶ سپتامبر ۱۹۰۴ فقط در بخش مردان برگزار شده است.

## جدول مدال‌ها
| رتبه | کشور                      | طلا | نقره | برنز | مجموع |
| ۱    | آلمان (GER)               | ۴   | ۲    | ۲    | ۸     |
| ۲    | ایالات متحده آمریکا (USA) | ۳   | ۶    | ۵    | ۱۴    |
| ۳    | مجارستان (HUN)            | ۲   | ۱    | ۱    | ۴     |
| ۴    | اتریش (AUT)               | ۰   | ۰    | ۱    | ۱     |

## کشورهای شرکت‌کننده
در مجموع ۳۲ شناگر از ۴ کشور جهان در این مسابقات شرکت کرده بودند:
- اتریش (۱)
- آلمان (۴)
- مجارستان (۲)
- ایالات متحده آمریکا (۲۵)

## جدول مدال‌ها
| رویداد                | طلا | نقره | برنز |
| ۵۰ یارد آزاد          | زولتان هالمایی (HUN)                                                                                     | اسکات لیری (USA)                                                                                                 | چارلز دانیلز (USA)                                                                                         |
| ۱۰۰ یارد آزاد         | زولتان هالمایی (HUN)                                                                                     | چارلز دانیلز (USA)                                                                                               | اسکات لیری (USA)                                                                                           |
| ۲۲۰ یارد آزاد         | چارلز دانیلز (USA)                                                                                       | فرانسیس گیلی (USA)                                                                                               | امیل روش (GER)                                                                                             |
| ۴۴۰ یارد آزاد         | چارلز دانیلز (USA)                                                                                       | فرانسیس گیلی (USA)                                                                                               | اوتو وال (AUT)                                                                                             |
| ۸۸۰ یارد آزاد         | امیل روش (GER)                                                                                           | فرانسیس گیلی (USA)                                                                                               | گزا کیش (HUN)                                                                                              |
| یک مایل آزاد          | امیل روش (GER)                                                                                           | گزا کیش (HUN) | فرانسیس گیلی (USA)                                                                                         |
| ۱۰۰ یارد کرال پشت     | والتر براک (GER)                                                                                         | گئورگ هوفمان (GER)                                                                                               | گیورگ زاخاریاس (GER)                                                                                       |
| ۴۴۰ یارد قورباغه      | گیورگ زاخاریاس (GER)                                                                                     | والتر براک (GER)                                                                                                 | جام هندی (USA)                                                                                             |
| ۵۰×۴ یارد آزاد امدادی | ایالات متحده آمریکا (USA) · New York Athletic Club · جوزف رادی · لئو گودوین · لوئیس هندلی · چارلز دانیلز | ایالات متحده آمریکا (USA) · Chicago Athletic Association · دیوید هاموند · بیل ترتل · هیوگو گوئتز · رایموند تورنه | ایالات متحده آمریکا (USA) · Missouri Athletic Club · امدی ریبورن · وین اونز · مارکوارد شوارز · بیل اورتوین |